# Oscar Lewis
Oscar Lewis, de nom real Oscar Lefkowitz (Nova York, 25 de desembre de 1914, ib., 16 de desembre de 1970), va ser un historiador i antropòleg estatsunidenc. Va ser doctor en antropologia a la Universitat de Colúmbia. I va introduir l'estudi de la pobresa des d'un punt de vista social. Una de les seues aportacions cabdals és la influència que va tenir en l'estudi de la cultura de la pobresa.

## Biografia
Va ser professor de la Facultat del Brooklyn College i en la Universitat de Washington. Després va continuar la seua carrera en el departament d'Agricultura dels EUA, com a antropòleg. Això va fer possible que entrés al departament d'antropologia de la Universitat d'Illinois.
El 1942 va treballar a la Universitat Yale. I també al Departament de Justícia dels EUA com a analista de propaganda.
L'any següent, el 1943, va anar a l'Institut Interamericà d'indígenes, a Mèxic, en representació dels EUA per a efectuar estudis en desenvolupament rural. Va investigar comunitats camperoles de Tepoztlan. Tota aquesta tasca el va portar a la teorització del que ell va definir com a cultura de la pobresa, és a dir, un conjunt d'actituds, maneres de pensar, llenguatges i comportaments que pretesament caracteritzaven les classes subalternes. Aquesta herència de l'individu, a més, l'acompanyava des del naixement i el conduïa a la repetició perpetuació del seu estat de pobre entés de manera social. Es conformava així amb la imatge que la societat té d'ell, en una mena d'autoetiquetament.
També va fer estudis de camp en altres indrets, com ara el nord de l'Índia. I els darrers vint anys es va concentrar en estudis urbans.
Va publicar llibres amb molt de ressò, com ara l'Antropología de la pobreza o The Children of Sanchez tots dos a començaments dels anys 60. La publicació del darrer va suposar que el govern mexicà el declarés calumniós i obscé.

## Obra
- Five Families; Mexican Case Studies In The Culture Of Poverty, 1959
- Tepoztlán, Village In Mexico, 1960
- The Children of Sanchez, Autobiography Of A Mexican Family , 1961
- La Vida; A Puerto Rican Family In The Culture Of Poverty--San Juan And New York, 1966
- A Death In The Sánchez Family, 1969